# Julidochromis ornatus
Julidochromis ornatus är en fiskart som beskrevs av Boulenger, 1898. Julidochromis ornatus ingår i släktet Julidochromis och familjen Cichlidae. IUCN kategoriserar arten globalt som livskraftig. Inga underarter finns listade i Catalogue of Life.